# Hůrky
Hůrky (katastrální území Hůrky u Rokycan) jsou obec v okrese Rokycany v Plzeňském kraji. Leží mezi kopci přírodního parku Trhoň, asi šest kilometrů východně od Rokycan. Žije v ní 235 obyvatel.

## Název
Název vesnice je odvozen ze slova hórka ve významu malá hora. V historických pramenech se objevuje ve tvarech: Horka (1379), w huorkach (1478), Huorky (1505) a Hurky (1655).

## Historie
První písemná zmínka o obci (villa Horka) pochází z roku 1379, kdy se Hůrky jmenují v Rožmberském urbáři jako součást strašického panství.

## Obyvatelstvo
| Rok            | 1869 | 1880 | 1890 | 1900 | 1910 | 1921 | 1930 | 1950 | 1961 | 1970 | 1980 | 1991 | 2001 | 2011 | 2021 |
| -------------- | ---- | ---- | ---- | ---- | ---- | ---- | ---- | ---- | ---- | ---- | ---- | ---- | ---- | ---- | ---- |
| Počet obyvatel | 517  | 523  | 407  | 427  | 416  | 393  | 413  | 344  | 278  | 242  | 209  | 181  | 172  | 249  | 217  |
| Počet domů     | 46   | 50   | 51   | 49   | 51   | 51   | 78   | 95   | 84   | 79   | 75   | 60   | 84   | 94   | 102  |

## Obecní správa
V roce 1869 Hůrky byly samostatnou obcí v okrese Hořovice. V roce 1880 byly jako osada obce k Svojkovicím a v letech 1890–1950 byly znovu obcí v okrese Hořovice (1869–1890) a později v okrese Rokycany. V letech 1961–1967 patřily jako část obce k Volduchům a od 1. února 1967 je opět samostatnou obcí. V roce 1869 k obci patřily Svojkovice.

### Obecní symboly
Znak a vlajka byly obci uděleny rozhodnutím předsedy Poslanecké sněmovny Parlamentu České republiky dne 13. května 2003.